# 最終幻想系列中的召喚獸
電子遊戲Final Fantasy系列中的召喚獸，是以會施展召喚魔法的召喚士（魔石）所具現化出來的各種生物，常用於輔助作戰或使出特殊效果，種類皆以精靈、魔物較多。名称多来自現實神話或傳說。在系列不同作品中常会有不同的特殊设定。一般來講召喚獸比人物値高、能抵禦大部分不利狀態、對付強大的怪物可以起到盾牌的作用。召喚獸可能有自己的絕技。
在《Final Fantasy III》初登場，是利用召喚魔法從遠離的異世界直接轉送而來，在《Final Fantasy IV》和《Final Fantasy VI》中則是稱呼為「幻獸」，在《Final Fantasy 零式》中召喚獸的異名為「軍神」。《Final Fantasy X》召喚魔法以動畫美麗而出名，優娜在戰鬥中使用召喚獸時、3個人物的攻擊和魔法使用等行動完全由召喚獸來執行。

## 設定與用語
魔石
《VI》中，幻兽的力量化为的宝石，让魔力与之共鸣，即可召唤出对应的幻兽。
魔晶石
《最終幻想VII》中出現的結晶體。由星球生命能源浓缩而成魔法珠，能嵌入武器防具上的专用槽位，玩家可由此定制队伍能用的魔法、召唤和特殊能力。此外还有一类魔晶石能与其他魔晶石组合，一定程度上强化其效果或是带来其他能力。《VII》中的召唤术通过装备魔晶石习得，发动召唤攻击会显示精美动画。
G.F. (Guardian Force)
祈祷者
《X》中，召唤士用自己的精神，将周围的幻光虫与祈祷者的梦结合，成为召唤兽。
究极召唤是特殊的召唤魔法，必须让召唤士和祈祷者间有强烈的共鸣才能发动。
《XI》中的特别用语

完全召喚
魔雾
《XII》中，召唤兽通过魔雾来恢复肉体。魔雾存在于空气中，浓度高有着极光一般的视觉效果。召唤兽选项位于魔雾匣菜单下。
軍神（Eidolon）
《零式》中，朱雀将利用魔法召唤出的异界生物称为军神，白虎称之为召喚獸。
六神（Gods）
《XV》中，六只召喚獸被视为神灵，称为六神。
Eikon
《XVI》中，英文版有特殊术语，但日文版仍保持召喚獸一称。由显化者（Dominant）召唤。

## 主系列登场情况
本表仅统计是否作为召唤兽登场，包含其变种。
| 召喚獸     | 登場作品 | 登場作品 | 登場作品 | 登場作品 | 登場作品 | 登場作品 | 登場作品 | 登場作品 | 登場作品 | 登場作品 | 登場作品 | 登場作品 | 登場作品 | 登場作品 |
| 召喚獸     | III      | IV       | V        | VI       | VII      | VIII     | IX       | X        | XI       | XII      | XIII     | XIV      | XV       | XVI      |
| ---------- | -------- | -------- | -------- | -------- | -------- | -------- | -------- | -------- | -------- | -------- | -------- | -------- | -------- | -------- |
| 巴哈姆特   | 登場     | 登場     | 登場     | 登場     | 登場     | 登場     | 登場     | 登場     | 登場     | 沒有登場 | 登場     | 登場     | 登場     | 登場     |
| 濕婆       | 登場     | 登場     | 登場     | 登場     | 登場     | 登場     | 登場     | 登場     | 登場     | 沒有登場 | 登場     | 登場     | 登場     | 登場     |
| 伊弗利特   | 登場     | 登場     | 登場     | 登場     | 登場     | 登場     | 登場     | 登場     | 登場     | 沒有登場 | 沒有登場 | 登場     | 登場     | 登場     |
| 利維坦     | 登場     | 登場     | 登場     | 登場     | 登場     | 登場     | 登場     | 登場     | 登場     | 沒有登場 | 沒有登場 | 登場     | 登場     | 登場     |
| 奧汀       | 登場     | 登場     | 登場     | 登場     | 登場     | 登場     | 登場     | 沒有登場 | 登場     | 沒有登場 | 登場     | 登場     | 沒有登場 | 登場     |
| 拉姆       | 登場     | 登場     | 登場     | 登場     | 登場     | 沒有登場 | 登場     | 沒有登場 | 登場     | 沒有登場 | 沒有登場 | 登場     | 登場     | 登場     |
| 泰坦       | 登場     | 登場     | 登場     | 沒有登場 | 登場     | 沒有登場 | 沒有登場 | 沒有登場 | 登場     | 沒有登場 | 沒有登場 | 登場     | 登場     | 登場     |
| 不死鳥     | 沒有登場 | 沒有登場 | 登場     | 登場     | 登場     | 登場     | 登場     | 沒有登場 | 登場     | 沒有登場 | 沒有登場 | 沒有登場 | 沒有登場 | 登場     |
| 迦樓羅     | 沒有登場 | 沒有登場 | 沒有登場 | 沒有登場 | 沒有登場 | 沒有登場 | 沒有登場 | 沒有登場 | 沒有登場 | 沒有登場 | 沒有登場 | 登場     | 登場     | 登場     |
| 亞歷山大   | 沒有登場 | 沒有登場 | 沒有登場 | 登場     | 登場     | 登場     | 登場     | 沒有登場 | 登場     | 沒有登場 | 登場     | 登場     | 沒有登場 | 沒有登場 |
| 布倫希爾德 | 沒有登場 | 沒有登場 | 沒有登場 | 沒有登場 | 沒有登場 | 沒有登場 | 沒有登場 | 沒有登場 | 沒有登場 | 沒有登場 | 登場     | 沒有登場 | 沒有登場 | 沒有登場 |
| 海克頓蓋爾 | 沒有登場 | 沒有登場 | 沒有登場 | 沒有登場 | 沒有登場 | 沒有登場 | 沒有登場 | 沒有登場 | 沒有登場 | 沒有登場 | 登場     | 沒有登場 | 沒有登場 | 沒有登場 |
| 陸行鳥     | 登場     | 登場     | 登場     | 沒有登場 | 登場     | 登場     | 沒有登場 | 沒有登場 | 沒有登場 | 沒有登場 | 沒有登場 | 沒有登場 | 沒有登場 | 沒有登場 |
| 莫古利     | 沒有登場 | 沒有登場 | 沒有登場 | 沒有登場 | 登場     | 登場     | 沒有登場 | 沒有登場 | 沒有登場 | 沒有登場 | 沒有登場 | 沒有登場 | 沒有登場 | 沒有登場 |
| 卡邦庫爾   | 沒有登場 | 沒有登場 | 登場     | 登場     | 沒有登場 | 登場     | 登場     | 沒有登場 | 登場     | 沒有登場 | 登場     | 沒有登場 | 登場     | 沒有登場 |
| 凱特·西    | 沒有登場 | 沒有登場 | 沒有登場 | 登場     | 登場     | 沒有登場 | 沒有登場 | 沒有登場 | 登場     | 沒有登場 | 沒有登場 | 沒有登場 | 沒有登場 | 沒有登場 |

## 召喚獸
伊弗利特
登場作品：《最终幻想III》～『FFXI』『BC FFVII』『CC FFVII』『FFXII RW』『FFT』『FFTA』、《陸行鳥的不可思議迷宮》、《最終幻想 紛爭》、《最终幻想XV》、《最终幻想16》
火神伊夫里特外型為兩足站立，長著巨角的牛魔人。擅長火屬性攻擊，代表技能為「地獄火焰」。
在《XV》中為「六神」中的「炎神」。
在《最終幻想16》是玩家唯一可以操控的召喚獸，也是男主角克萊夫的顯化形態。
新生伊弗利特
登場作品：《最终幻想16》
新生伊弗利特外型為拥有两对翅膀，全身燃烧的牛角巨兽。擅長火屬性攻擊，代表技能為「喷吐火光」。
在《最終幻想16》中首次登场的召喚獸，由伊弗利特与不死鸟两只召唤兽合体而成。
濕婆（Shiva）
登場作品：《最终幻想III》〜『FFXI』《最終幻想XIII》『BC FFVII』『FFXII RW』『FFT』『FFTA』、《陸行鳥的不可思議迷宮》、《最終幻想 紛爭》、《最终幻想XV》、《最终幻想16》
外型為纖細女性的冰精靈，代表技能為「鑽石星塵」。
在《XIII》中的濕婆分別為兩姊妹，「施蒂里雅（Styria）」與「妮克絲（Nix）」。
在《XV》中為「六神」中的「冰神」。
奧汀（Odin）
登場作品：『FFIII』～『FFIX』『FFXI』『BC FFVII』『CC FFVII』『FFXII 歸來之翼』『FFT』《最終幻想XIII》、《最終幻想XIII-2》、《最終幻想零式》、《陸行鳥的不可思議迷宮》、《最終幻想 紛爭》、《最终幻想16》
騎著黑馬的甲冑戰士，出場時會以代表技能「斬鐵劍」將敵人一刀兩半。
巴哈姆特（Bahamut）
登場作品：《最終幻想III》、《最終幻想IV》、《最終幻想V》、《最終幻想VI》、《最終幻想VII》、《最終幻想VIII》、《最終幻想IX》、《最終幻想X》、《最終幻想XI》、《最終幻想XIII》、『BC FFVII』『CC FFVII』『FFXII RW』『FFT』、《最終幻想 紛爭》、《最終幻想零式》、《陸行鳥的不可思議迷宮》、《最终幻想XV》、《最终幻想16》
最高峰召喚獸，是天空的霸主，外型為黑色的巨龍，是如同FF召喚獸代名詞般的存在。代表技能為「百萬火光」。在『CC FFVII』中為傑尼希斯所持有的召喚獸。
在《XV》中為「六神」中的「劍神」。
巴哈姆特 改
登場作品：《最終幻想VII》
和巴哈姆特 零式相同的亞種，背部有巨大突起物，主體為深紅色的巴哈姆特。代表技能為「千兆火光」。名字取自日本戰鬥機「紫電改」。
巴哈姆特 零式
登場作品：《最終幻想VII》、《危機之前 -最終幻想VII-》、《最終幻想零式》
有著銀色的機械身軀，持有六枚翼的巴哈姆特亞種，比巴哈姆特 改還要強勁的力量。代表技能為「大地火光」。名字取自日本戰鬥機「零戰」。僅作為特殊軍神使用。
巴哈姆特 震
登場作品：《最终幻想VII 降临之子》
和巴哈姆特 零式相同的亞種，為主角克勞德的敵人。名字取自日本戰鬥機「震電」。
巴哈姆特 烈
登場作品：《核心危機 -最終幻想VII-》
全身為金色機械體的巴哈姆特上位召喚獸。代表技能為「百萬兆火光」。名字取自日本戰鬥機「烈風」。
巴哈姆特 混沌
登場作品：《最終幻想XIII-2》
在《XIII-2》中，凱厄斯·巴拉德利用死亡女神「艾特羅」的心臟－「混沌的心臟」變成的巴哈姆特。
利維坦（Leviathan）
登場作品：《FFIII》～《FFXI》、《最终幻想XV》、《FF零式》
系列中給玩家的印象總是擔當著僅次於巴哈姆特的強力召喚獸。代表技能為「大海嘯」。
在《XV》中為「六神」中的「水神」。
在《XVI》中被稱為傳說召喚獸，本篇中并未实际登场。在DLC《海之恸哭》才正式现身。
拉姆（Ramuh）
登場作品：《III》〜《VII》《IX》《XI》《FFXII 歸來之翼》《FFT》《FFTA》《最終幻想 紛爭》《最終幻想XV》《最终幻想16》
身披深色長袍、外貌年邁的法師，又被稱為雷神。代表技能為「制裁之雷」。
在《XV》中為「六神」中的「雷神」。為少數不需要戰鬥就可以取得的召喚獸。
泰坦（Titan）
登場作品：《FFIV》、《FFV》、《FFVII》、《最终幻想XV》、《最终幻想16》
在《XV》中為「六神」中的「巨神」。代表技能為「大地之怒」。
卡邦庫爾（Carbuncle）
登場作品：『FFV』〜『FFVI』『FFVIII』『FFIX』『FFXI』『FF XII 歸來之翼』
外型為额头上装饰着一颗红宝石，感觉轻巧娇小的小动物，代表技能为『红宝石之光』，此技能将给全体成员『反射』魔法效果，能将施放在己身的魔法反弹出去。
鳳凰
登場作品：『FFV』〜『FFIX』『FFXI』『FFTA』『CC FFVII』、《陸行鳥的不可思議迷宮》、《最終幻想 紛爭》、《最终幻想16》
為不死鳥，代表技能為「轉生之炎」。
陸行鳥（Chocobo）
作为召唤兽登場作品：《最终幻想III》、《最终幻想IV》、《最终幻想V》、《核心危機 -最終幻想VII-》、《最終幻想XII 歸來之翼》、《最終幻想 紛爭》、《最終幻想XIII-2》
陆行鸟（Chocobo）是通常无飞行能力的鸡形目/鸵鸟目大鸟，陸行鳥出現後幾乎在每一作皆有登場，充当坐骑。但并不总是作为召唤兽。代表技能為「陆行鸟踢」。除了有不同颜色的陆行鸟之外，另外还有胖陆行鸟和小陆行鸟两个特殊变种。
莫古利（Moogle）
作为召唤兽登場作品：《最终幻想战略版》、《核心危機 -最終幻想VII-》、《最終幻想 紛爭》
有著氣球和翅膀的無尾熊。《战略版》中能力为回復HP，《核心危機》中能力为將主角的魔石升級。基本外型為白色身體，長有蝙蝠的小翅膀，不喜歡別人觸碰牠頭上的似絨球物。個性相當溫順。有小莫古利特殊变种。
名字是由（鼴科）和（蝙蝠）混合而成。名字有時會記載成「Moglie」。
陸行鳥&莫古利
登場作品：《最终幻想VII》
騎乘著陸行鳥的莫古利，召唤时有几率出现的是胖陆行鸟。
凱特·西
作为召唤兽登場作品：《最终幻想VI》、《核心危機 -最終幻想VII-》、《最终幻想XI》
戴著王冠和穿著長靴的貓型召喚獸。在《核心危機》中輔助效果為「勇氣百倍！」。他还在《VII》作为可操作的主要角色登场。《核心危機》中的召唤兽延续了这一形象。
《XI》中是重要的神兽NPC。
提燈怪
作为召唤兽登場作品：『FFVIII』『CC FFVII』『FFXII RW』『DFF』『FFTA』
穿著斗篷的綠色兩棲類生物，左手持著菜刀，右手提油燈。在『CC FFVII』以「殺意之一擊」為攻擊技。
自《V》中出场以来，在系列大部分作品中作为怪物登场。
魔法甕
登場作品：、《核心危機 -最終幻想VII-》、《最終幻想 紛爭》
有著「搶奪道具」的效果能力，是躲在一個壺中的紫色小妖精。
在其他作品中多作为怪物登场。
仙人掌怪
登場作品：《最終幻想VI》、《最終幻想VIII》、《核心危機 -最終幻想VII-》、《最終幻想XII 歸來之翼》、《最終幻想 紛爭》、《最終幻想XIII-2》
人型的仙人掌魔物，技能「千根針」，造成一千点固定伤害。某些狀態下甚至還有特殊的「萬根針？」攻擊。
在系列大部分作品中作为怪物登场。
亞歷山大（Alexander）
登場作品：『FFVI』～『FFIX』、《最終幻想XI》、《最終幻想XIII》、《最終幻想 紛爭》、《陸行鳥的不可思議迷宮》、《最終幻想零式》
巨大城塞外型的召喚獸。聖屬性攻擊為「神聖審判」。在《零式》中稱為「隱匿大軍神」。
圓桌騎士（Knights of the Round）
登場作品：《FFVII》、《FFXIV》
在《FFVII》中為隱藏的召喚獸，需要培育出金色陸行鳥後，才能抵達位在世界右上角一個地圖上沒有顯示的小島中的洞窟內取得。
堪稱為FF系列中最犯規的強力召喚獸，由傳說中的亞瑟王與12位圓桌騎士輪番攻擊，最高可對目標造成9999×13的傷害。
《XIV》的圆桌骑士配合其世界观做了改编，为伊修加德建国皇帝托尔丹一世和建国十二骑士的蛮神姿态。
賽蓮（Siren）
登場作品：《FFVII》
出自希臘神話中的海妖。
迪亞波羅（Diabolos）
登場作品：《FFVIII》、《FF零式》
Diablo是西班牙語裏"魔鬼"(Devil)的意思、也有一說為撒旦。
梅葛斯三姊妹
登場作品：《最終幻想X》、《最終幻想 紛爭》
分別為瓢蟲、螳螂、蜂，名字是「瑪古（Cindy）」、「道古（Sandy）」和「拉古（Mindy）」的召喚獸三姊妹。會施展「三角攻擊」。
神龍
登場作品：《最終幻想X》、《最終幻想 紛爭》
在《紛爭》中為卡歐斯專屬召喚獸。技能「無秩序的混亂」。
布倫希爾德（Brynhildr）
登場作品：《最終幻想XIII》
薩茲的召喚獸。全身火紅，用雙腳站立的戰士。手持可近戰、亦可遠程射擊的武器。可變形為紅色的賽車。
海克頓蓋爾（Hecatoncheir）
登場作品：《最終幻想XIII》
約爾芭的召喚獸。原型為希臘神話的百手巨人，可變形為以兩輪機槍作為攻擊手段的載具。
迦樓羅（Garuda）
登場作品：《最終幻想XIV》、《最終幻想XV》、《最终幻想16》
鳥人的召喚獸，又被稱為風神。
《XIV》中为鸟人族崇拜的蛮神，在《XV》后续更新的與《XIV》合作的特別任務中亦出現。代表技能為「風之八道」。
戈爾貝札的四天王
登場作品：《最終幻想 紛爭》
本為《最終幻想IV》角色，在《紛爭》中以召喚石登場。
土之骷髏法師
司掌土的四天王之一。
水之凱那曹
司掌水的四天王之一。
風之巴魯巴利希亞
司掌風的四天王之一。
火之路比康提
司掌火的四天王之一。